# Antoine Grauss
Antoine Grauss est un footballeur français né le 3 août 1984 à Strasbourg. Après plusieurs années en tant que footballeur professionnel, il a continué sa carrière en tant que croupier à Monte-Carlo.

## Carrière
- 1999-2005 :  AS Monaco (L1)
- 2005-2006 :  Clermont Foot (L2, 26 matches, 3 buts)
- 2006-2007 :  LB Châteauroux (L2, 12 matches, 1 but)
- 2007-2008 :  LB Châteauroux (L2, 21 matches)
- 2008-2009 :  LB Châteauroux (L2, 2 matches)
- 2009-2010 :  LB Châteauroux (L2, 0 match)[2]